# Contadero
Contadero – miasto w Kolumbii, w departamencie Nariño.